# Victor Mastroianni
Pour les articles homonymes, voir Mastroianni.
Victor Mastroianni, né le 26 juillet 1958 à Méricourt, est un footballeur français, actif de la fin des années 1970 au milieu des années 1990. Durant sa carrière, il évolue au poste de défenseur, principalement en Division 2.

## Biographie
Victor Mastroianni naît le 26 juillet 1958 à Méricourt, une commune de l'agglomération de Lens. Formé au Racing Club de Lens, il fait ses débuts professionnels avec le club sang et or au cours de la saison 1977-1978, lancé en Division 1 par son entraîneur Arnold Sowinski. Après avoir joué huit matchs dans l'élite, Victor Mastroianni et le club lensois sont relégués en deuxième division. Le défenseur n'en profite cependant pas pour lancer sa carrière à ce niveau : Roger Lemerre, qui remplace Sowinski au poste d'entraîneur, lui préfère une paire composée de Didier Sénac et Hervé Flak en défense centrale. Il ne dispute qu'une seule rencontre durant cette saison, qui voit le RC Lens terminer second de son groupe de championnat, et gagner son retour en D1, en matchs de barrage face au Paris FC.
Pour lancer sa carrière professionnelle, Victor Mastroianni quitte finalement son club formateur lors de l'été 1979 et rejoint le Stade rennais, qui évolue en Division 2. Après l'avoir titularisé en défense centrale, associé à Jean-Yves Kerjean, lors de son premier match contre l'UES Montmorillon, l'entraîneur rennais Pierre Garcia choisit de repositionner sa recrue au poste d'arrière droit, où il est préféré à Bertrand Marchand, associant Kerjean à René Izquierdo dans l'axe. Dans cette configuration, Victor Mastroianni est titulaire durant la totalité de la saison, qui voit le Stade rennais échouer pour la montée face à l'Olympique avignonnais, en barrages. Entretemps, le 13 janvier 1980, il inscrit son premier but chez les professionnels, au septième tour de la Coupe de France face à l'AS brestoise,. Parfois aligné côté gauche lors de la saison 1980-1981, il finit par perdre sa place de titulaire au profit de Didier Dufour, un autre joueur originaire du Pas-de-Calais, arrivé du CS Thonon durant l'été,. Parfois aligné avec l'équipe réserve rennaise en Division 4, il remporte avec elle le titre de champion, en battant la réserve du Toulouse FC en finale.
À l'été 1981, Victor Mastroianni quitte la Bretagne et rejoint Le Havre AC, toujours en Division 2. Sous les ordres de Léonce Lavagne puis d'Yves Herbet, il continue de gagner ses galons de titulaire à ce niveau, disputant 67 matchs en l'espace de deux saisons. Mais si le club normand joue les premiers rôles en championnat, il ne parvient ni à obtenir la montée en D1 au terme de ces deux saisons, ni même à disputer les barrages d'accession, terminant quatrième puis cinquième de son groupe. Après deux saisons au HAC, le défenseur rejoint un club de moindre standing, le CS Thonon entraîné par Jean-Pierre Carayon, qui le replace en défense centrale au côté de l'international tchécoslovaque Anton Ondruš. Titulaire durant deux saisons à Thonon, Victor Mastroianni aide son club à se maintenir, obtenant la neuvième puis la cinquième place de son groupe en championnat.
En 1985, le défenseur signe au FC Montceau, club promu en Division 2, entraîné par l'ancien international Jean-François Jodar, qui vient tout juste de mettre un terme à sa carrière de joueur. Après n'avoir jamais passé plus de deux saisons dans les rangs d'un même club, Victor Mastroianni se stabilise en Bourgogne, où il est titulaire durant quatre ans, disputant près de 130 matchs et marquant deux buts. L'équipe bourguignonne, après avoir obtenu son maintien la première année, se renforce lors des suivantes, notamment via le recrutement de l'international Farès Bousdira, et se stabilise en milieu de classement. À l'été 1989, alors que le FC Montceau accuse un gros déficit financier, son entraîneur Guy Stéphan quitte le club pour rejoindre le FC Annecy, un autre club de Division 2. Le technicien emmène avec lui trois joueurs de Montceau : Jésus Soriano, Guillaume Masson et Victor Mastroianni. 
Âgé de 31 ans, Victor Mastroianni fait partie des cadres censés encadrer le jeune effectif du FC Annecy. Durant ses quatre dernières saisons jouées en Division 2, il cumule 124 apparitions avec le club haut-savoyard. Sous la direction de Guy Stéphan, Annecy parvient à obtenir son maintien durant trois ans, mais en 1993, le club fait partie des quatorze clubs de D2 relégués en National 1, par le biais de la réorganisation du championnat de France. Annecy ne joue cependant pas longtemps à ce niveau : en octobre 1993, en proie à des difficultés financières, le club est relégué administrativement en Division d'honneur régionale, au niveau amateur. Victor Mastroianni reste cependant au FC Annecy, et en devient l'entraîneur. Un poste qu'il occupe jusqu'en 1999.

## Statistiques
| Saison                | Club                  | Championnat           | Championnat | Championnat | Coupe(s) nationale(s) | Coupe(s) nationale(s) | Total | Total |
| Saison                | Club                  | Division              | M.          | B.          | M.                    | B.                    | M.    | B.    |
| 1977-1978             | Racing Club de Lens   | Division 1            | 8           | 0           | 0                     | 0                     | 8     | 0     |
| 1978-1979             | Racing Club de Lens   | Division 2            | 1           | 0           | 0                     | 0                     | 1     | 0     |
| Sous-total            | Sous-total            | Sous-total            | 9           | 0           | 0                     | 0                     | 9     | 0     |
| 1979-1980             | Stade rennais FC      | Division 2            | 33          | 0           | 7                     | 1                     | 40    | 1     |
| 1980-1981             | Stade rennais FC      | Division 2            | 11          | 0           | 0                     | 0                     | 11    | 0     |
| Sous-total            | Sous-total            | Sous-total            | 44          | 0           | 7                     | 1                     | 51    | 1     |
| 1981-1982             | Le Havre AC           | Division 2            | 34          | 0           | 5                     | 0                     | 39    | 0     |
| 1982-1983             | Le Havre AC           | Division 2            | 33          | 0           | 2                     | 0                     | 35    | 0     |
| Sous-total            | Sous-total            | Sous-total            | 67          | 0           | 7                     | 0                     | 74    | 0     |
| 1983-1984             | CS Thonon             | Division 2            | 34          | 1           | 3                     | 0                     | 37    | 1     |
| 1984-1985             | CS Thonon             | Division 2            | 33          | 2           | 0                     | 0                     | 33    | 2     |
| Sous-total            | Sous-total            | Sous-total            | 67          | 3           | 3                     | 0                     | 70    | 3     |
| 1985-1986             | FC Montceau           | Division 2            | 34          | 0           | 0                     | 0                     | 34    | 0     |
| 1986-1987             | FC Montceau           | Division 2            | 31          | 1           | 0                     | 0                     | 31    | 1     |
| 1987-1988             | FC Montceau           | Division 2            | 32          | 1           | 1                     | 0                     | 33    | 1     |
| 1988-1989             | FC Montceau           | Division 2            | 30          | 0           | 1                     | 0                     | 31    | 0     |
| Sous-total            | Sous-total            | Sous-total            | 127         | 2           | 2                     | 0                     | 129   | 2     |
| 1989-1990             | FC Annecy             | Division 2            | 34          | 0           | 0                     | 0                     | 34    | 0     |
| 1990-1991             | FC Annecy             | Division 2            | 33          | 1           | 3                     | 0                     | 36    | 1     |
| 1991-1992             | FC Annecy             | Division 2            | 33          | 0           | 0                     | 0                     | 33    | 0     |
| 1992-1993             | FC Annecy             | Division 2            | 24          | 0           | 1                     | 0                     | 25    | 0     |
| Sous-total            | Sous-total            | Sous-total            | 124         | 1           | 4                     | 0                     | 128   | 1     |
| Total sur la carrière | Total sur la carrière | Total sur la carrière | 438         | 6           | 23                    | 1                     | 461   | 7     |

## Palmarès
En 1981, Victor Mastroianni remporte le titre de champion de France de Division 4 avec l'équipe réserve du Stade rennais. Il obtient également, avec le RC Lens, une montée de Division 2 en Division 1 au terme de l'1978-1979, bien qu'il ne dispute qu'une rencontre avec les Sang et or durant la saison.